# Бобрицька сільська рада (Гадяцький район)
Бобрицька сільська рада — колишній орган місцевого самоврядування у Гадяцькому районі Полтавської області з центром у селі Бобрик.

## Населені пункти
Сільраді були підпорядковані населені пункти:
- c. Бобрик
- с. Педоричі